# Flagler
Flagler is een plaats (town) in de Amerikaanse staat Colorado, en valt bestuurlijk gezien onder Kit Carson County. De plaats is vernoemd naar de industrieel Henry Flagler.

## Demografie
Bij de volkstelling in 2000 werd het aantal inwoners vastgesteld op 612.
In 2006 is het aantal inwoners door het United States Census Bureau geschat op 586, een daling van 26 (-4,2%).

## Geografie
Volgens het United States Census Bureau beslaat de plaats een oppervlakte van
1,4 km², geheel bestaande uit land.

## Plaatsen in de nabije omgeving
De onderstaande figuur toont nabijgelegen plaatsen in een straal van 40 km rond Flagler.